# Torri e campanili più alti d'Europa
L'Europa è un continente estremamente ricco di torri e campanili, di ogni stile e dimensione, che da secoli marcano il profilo delle città. Sorte per differenti ragioni e per rivalità, sono a volte diventati veri e propri emblemi cittadini, come il famosissimo "Steffl", la torre del Duomo di Vienna o le torri gemelle del Duomo di Colonia.
Quella del Duomo di Ulma in Germania è la più alta torre campanaria del mondo, venne realizzata in pietra in stile gotico su progetti medievali, ma terminata solo nel 1890.
La torre storica ancora esistente più alta d'Europa è quella della Cattedrale di Strasburgo, quella storica più alta d'Italia è il Torrazzo di Cremona.
La torre in laterizi più alta del mondo è quella della Collegiata di San Martino a Landshut, Germania.
In Italia il campanile più alto è quello del Duomo di Mortegliano in provincia di Udine. 
Sono escluse dalla graduatoria le cupole (a titolo indicativo, quella della Basilica di San Pietro raggiunge i 136 metri) e i minareti (ad esempio il più alto fra loro è quello della Moschea di Hassan II di Casablanca, alto 210 metri. 
Da notare che nel futuro la prima posizione sarà occupata dalla Sagrada Família di Barcellona, ancora inconclusa, la cui torre principale raggiungerà i 172 metri d'altezza. `
Qui di seguito è l'elenco dei primi cinquanta. 
| Pos | Immagine | Nome                                                         | Epoca costruzione | Altezza metri | Luogo                 | Stato                |
| --- | -------- | ------------------------------------------------------------ | --- | ------------- | --------------------- | -------------------- |
| 1°  |          | Campanile del Duomo di Ulma                                  | 1377, completato nel 1890 | 161,53 m      | Ulma                  | Germania             |
| 2°  |          | Campanili gemelli del Duomo di Colonia                       | 1248, completati nel 1880 | 157,38 m      | Colonia               | Germania             |
| 3°  |          | Torre della crociera della Cattedrale di Notre-Dame          | 1540 e completata nel 1822 | 151 m         | Rouen                 | Francia              |
| 4°  |          | Campanile di San Nicola                                      | 1822 | 147,3 m       | Amburgo               | Germania             |
| 5°  |          | Campanile della Cattedrale di Notre-Dame                     | 1439 | 142 m         | Strasburgo            | Francia              |
| 6°  |          | Campanile del Santuario di Nostra Signora di Licheń          | 2004 | 141,5 m       | Licheń Stary          | Polonia              |
| 7°  |          | Campanile del Duomo di Vienna                                | 1137-47, completato nel 1433 | 136,44 m      | Vienna                | Austria              |
| 8°  |          | Campanile del Duomo di Linz                                  | XIX secolo, 1924 | 134,8 m       | Linz                  | Austria              |
| 9°  |          | Campanile della Chiesa di San Michele                        | 1786 | 132 m         | Amburgo               | Germania             |
| 10° |          | Campanile della Collegiata di San Martino                    | 1432-1500 | 130,60 m      | Landshut              | Germania             |
| 11° |          | Campanile della Chiesa di San Giacomo                        | 1438, rifatto nel 1962-63 | 125,42 m      | Amburgo               | Germania             |
| 12° |          | Campanili gemelli della Chiesa di Santa Maria                | 1350 | 124,95 m      | Lubecca               | Germania             |
| 13° |          | Campanile della Chiesa di Sant'Olav                          | 1549-1625, in parte ricostruito nel 1842                                                                                             | 124 m         | Tallinn               | Estonia              |
| 14° |          | Campanile della Chiesa di San Pietro                         | 1409, completato nel 1746 | 123,25 m      | Riga                  | Lettonia             |
| 15° |          | Campanile della Cattedrale di Salisbury                      | 1220-1330 | 123,14 m      | Salisbury             | Regno Unito          |
| 16° |          | Campanile della Chiesa di San Pietro                         | 1516 e 1878 | 123 m         | Amburgo               | Germania             |
| 17º |          | Campanile della Cattedrale di Nostra Signora                 | 1521 | 123 m         | Anversa               | Belgio               |
| 18º |          | Campanile della Cattedrale dei Santi Pietro e Paolo          | 1713 | 122,50 m      | San Pietroburgo       | Russia               |
| 19º |          | Campanile della Chiesa di Nostra Signora                     | 1465 | 122 m         | Bruges                | Belgio               |
| 20º |          | Campanili gemelli della Cattedrale di Uppsala                | 1435. completati nel 1892 | 118,70 m      | Uppsala               | Svezia               |
| 21º |          | Campanile del Duomo di Schwerin                              | 1892 | 117,50 m      | Schwerin              | Germania             |
| 22º |          | Campanile della Chiesa di San Pietro                         | 1577 | 117,22 m      | Rostock               | Germania             |
| 23º |          | Campanile della Parrocchiale di Santa Caterina               | 1256, completato nel 1657 | 116,70 m      | Amburgo               | Germania             |
| 24º |          | Campanile della Cattedrale di Nostra Signora                 | 1330 | 116 m         | Friburgo in Brisgovia | Germania             |
| 25º |          | Campanile Nuovo della Cattedrale di Notre-Dame               | 1134-50 e completato nel 1506-13 | 115,18 m      | Chartres              | Francia              |
| 26º |          | Campanile della Chiesa di Santa Clara                        | 1560 | 116 m         | Stoccolma             | Svezia               |
| 27º |          | Campanili della Sagrada Família                              | 1920 | 115 m         | Barcellona            | Spagna               |
| 28º |          | Torre del Municipio Nuovo                                    | La torre è il resto medievale dell'antico castello di Pleissenburg attorno alla quale venne eretto il Municipio Nuovo nel 1899-1905. | 114,7 m       | Lipsia                | Germania             |
| 29º |          | Campanili gemelli del Duomo                                  | 1230 | 114,67 m      | Lubecca               | Germania             |
| 30º |          | Torre di San Michele                                         | XV secolo, completato nel 1869 | 114,60 m      | Bordeaux              | Francia              |
| 31º |          | Campanile della Chiesa di Sant'Andrea                        | 1503, completato nel 1890 | 114,50 m      | Hildesheim            | Germania             |
| 32º |          | Campanile del Duomo di Mortegliano                           | 1959 | 113,20 m      | Mortegliano           | Italia               |
| 33º |          | Campanile del Duomo                                          | 1382 | 112,32 m      | Utrecht               | Paesi Bassi          |
| 34º |          | Torrazzo di Cremona                                          | XIII secolo, terminato nel 1309 | 112,21 m.     | Cremona               | Italia               |
| 35º |          | Campanile della Chiesa di San Giacomo                        | 1434, terminato nel 1658 | 112,04 m      | Lubecca               | Germania             |
| 36º |          | Torre del Municipio                                          | 1886-97 | 112 m         | Amburgo               | Germania             |
| 37º |          | Campanile del Duomo di San Pietro                            | Eretto nel 1888 per volere dell'imperatore Guglielmo II                                                                              | 112 m         | Schleswig             | Germania             |
| 38º |          | Campanile della Cattedrale di San Giacomo                    | 1503, rifatto nel 2008 | 110,18 m      | Stettino              | Polonia              |
| 39º |          | Campanile della Cattedrale nuova di Santa Maria dell'Assedio | 1733 | 110 m         | Salamanca             | Spagna               |
| 40º |          | Campanile della Chiesa parrocchiale del Sacro Cuore di Gesù  | 1881-87 | 109,60 m      | Graz                  | Austria              |
| 41º |          | Campanile della Nieuwe Kerk                                  | 1496 | 108,75 m      | Delft                 | Paesi Bassi          |
| 42º |          | Campanile della Parrocchiale di San Giovanni                 | 1408 | 108,71 m      | Lüneburg              | Germania             |
| 43º |          | Guglia del Duomo di Milano                                   | 1386-1892 | 108,5 m       | Milano                | Italia               |
| 44º |          | Campanile della Chiesa di San Pietro                         | 1170-1290, guglia ricostruita dopo la Seconda guerra mondiale nel 1963                                                               | 108,22 m      | Lubecca               | Germania             |
| 45º |          | Torri gemelle della Cattedrale di Zagabria                   | 1880 | 108 m         | Zagabria              | Croazia              |
| 46º |          | Campanile del Duomo di Linkoping                             | 1877-86 | 107 m         | Linköping             | Svezia               |
| 47º |          | Campanile del Monastero di Nostra Signora di Kazan           | 2009-14 | 107 m         | Tambov                | Russia               |
| 48º |          | Campanile della Chiesa dei Santi Pietro e Paolo              | 2000 | 107 m         | Mostar                | Bosnia ed Erzegovina |
| 49º |          | Campanile del Santuario                                      | 1617-22 | 106,30 m      | Częstochowa           | Polonia              |
| 50º |          | Campanile del Duomo dei Santi Pietro e Marco                 | 1889-1922 | 106 m         | Alessandria           | Italia               |